# Command & Conquer: Red Alert 3 – Powstanie
Command & Conquer: Red Alert 3 – Powstanie (ang. Command & Conquer: Red Alert 3 – Uprising) – strategiczna gra czasu rzeczywistego z serii Command & Conquer, wydana przez Electronic Arts 12 marca 2009 roku. Jest to samodzielny dodatek do gry Red Alert 3, wydanej w 2008 roku.

## Kampania
Kampania w dodatku składa się z dwóch części. Pierwsza część kampanii to normalne misje rozgrywane dla Sowietów, Aliantów oraz Imperium Wschodzącego Słońca. Misji dla każdej nacji będzie po 3-4 (dla Sowietów 4 misje, dla pozostałych frakcji po 3), co daje łącznie 10 zadań do wykonania. Druga część to specjalna minikampania (składająca się z 3 misji) zrobiona w stylu RPG, opowiadająca historię Yuriko Omega. Zadania w Powstanie są o wiele bardziej rozbudowane, a ich stopień trudności jest wyższy w porównaniu do misji z Red Alert 3. Kampania rozgrywa się po wydarzeniach znanych z Red Alert 3.

## Rozgrywka
Rozgrywka niewiele różni się od tej w Red Alert 3. Tryb budowy jest dokładnie taki sam, jak we wszystkich grach z serii Command & Conquer, różni się jedynie tryb stawiania budynków, ponieważ każda z trzech nacji posiada swój. Grę zaczyna się najpierw od stawiania najważniejszych struktur typu elektrownie, Koszary, Fabryki Wojenne itd., każda ze struktur ma swoje właściwości, np. w Fabryce Wojennej tworzą się pojazdy. W grze zbiera się surowce, które są dostępne w specjalnych kopalniach (występują one na lądzie i w wodzie). Zbiera się je za pomocą pojazdów wydobywczych, które zawożą następnie kruszec do Rafinerii, gdzie ten jest przerabiany na kredyty potrzebne do budowy nowych budynków i szkolenia armii. Oprócz kredytów do funkcjonowania bazy potrzebna jest również energia elektryczna, którą można uzyskać po budowie nowych Elektrowni. Jednak gdy w bazie nie ma prądu, struktury są stawiane dwa razy wolniej, a niektóre budynki przestają w ogóle działać (m.in. działka obronne). Każda z trzech frakcji ma do swojej dyspozycji po dwie specjalne superbronie, które są charakterystyczne dla serii Red Alert. Gracz, aby wygrać, musi stworzyć armię, dzięki której będzie mógł zniszczyć wroga do końca. W Red Alert 3: Powstanie można również stawiać budynki na wodzie. Są również pojazdy, które są amfibiami, czyli potrafią się poruszać po lądzie i po wodzie.
W Powstanie obecne są również elementy RPG w kampanii Yuriko, gdzie postacią kieruje się za pomocą myszki, oznaczając teren, gdzie ma się udać. Dodatkowo trzeba rozwijać specjalne umiejętności u kierowanej postaci (Yuriko).

## Fabuła gry
Fabuła w Red Alert 3: Powstanie rozpoczyna się po zwycięstwie Aliantów nad Związkiem Radzieckim i Imperium Wschodzącego Słońca w wojnie znanej z podstawowej wersji gry. Premier Cherdenko i Generał Krukov zostają schwytani, a nałożone przez Aliantów warunki pokojowe powodują, że ZSRR się rozpada. Sowiecki ruch oporu pod dowództwem Dashy Federovich próbuje podźwignąć Związek Radziecki z ruiny i odpłacić się Aliantom za wszelkie obelgi. Stara się również wyprzeć ze swojego terytorium tajną aliancką organizację o nazwie FutureTech, która dostarcza Aliantom nowe jednostki (Krio Legionistów lub Pacifiery) do pacyfikowania ruchu oporu. Natomiast Imperium Wschodzącego Słońca po śmierci Cesarza Yoshiro zostało podzielone na trzy części (shogunaty), gdzie w każdej z nich rządzą Shogunowie (znani z Red Alert 3). Książę Tatsu został wygnany z Imperium i będzie próbował z pomocą aliantów odzyskać tron. Zaś alianci, choć są faktycznymi zwycięzcami w wojnie, sami będą musieli zmagać się ze zdradą i korupcją we własnych szeregach.

## Tryb Commanders Challenge
W Red Alert 3: Powstanie pojawił się nowy tryb o nazwie Commanders Challenge. Jest to blisko 50 misji do przejścia, gdzie trzeba wykonywać różne zadania, czasem nawet zabawne, aby odblokowywać kolejne jednostki (dla wszystkich trzech frakcji), które zasilą armię gracza podczas wykonywania kolejnych wyzwań. Każde z tych zadań będzie posiadało swój limit czasowy i każde następne zadanie będzie coraz trudniejsze. Podczas wykonywania tych zadań będzie można zmierzyć się z różnymi generałami znanymi z Red Alert 3 oraz kilkoma nowymi, m.in. Douglasem Hillem (Alianci) lub Verą Bielovą (Sowieci).

## Strony konfliktu
W Red Alert 3: Powstanie głównymi stronami konfliktu są dalej alianci i sowieci oraz Imperium Wschodzącego Słońca (Japonia), które pojawiło się po raz pierwszy w Red Alert 3. Każda z frakcji ma do swojej dyspozycji po dwie superbronie i swój tryb stawiania struktur. W dodatku każda ze stron konfliktu ma szereg nowych jednostek, a Sowieci mają również do swojej dyspozycji jednostkę Desolator, która po raz pierwszy pojawiła się w Red Alert 2.

## Obsada
W Powstaniu występują następujące postacie:

### Alianci
- Gemma Atkinson jako porucznik Eva McKenna
- Greg Ellis jako dowódca Giles Price
- Ric Flair jako dowódca Douglas Hill
- Louise Griffiths jako dowódca Lydia Winters
- Holly Valance jako Brenda Snow
- Malcolm McDowell jako Rupert Thornley
- Jodi Lyn O’Keefe jako Kelly Weaver

### Sowieci
- Ivana Milličević jako Dasza Federovich
- Dimitri Diatchenko jako dowódca Oleg Vodnik
- Gene Farber jako dowódca Nikołaj Moskwin
- Moran Atias jako dowódca Vera Belova

### Imperium Wschodzącego Słońca
- Ron Yuan jako książę korony Tatsu
- Bruce Locke jako dowódca Shinzo Nagama
- Jack J. Yang jako dowódca Kenji Tenzai
- Jamie Chung jako dowódca Takara Sato
- Lisa Tamashiro jako Yuriko Omega (głos)
- Julia Ling jako Izumi
- Vic Chao jako doktor Shinji Shimada